# Reichsbahn SG Görlitz
Die Reichsbahn SG Görlitz war ein deutscher Sportverein aus Görlitz in der schlesischen Oberlausitz.

## Geschichte
Der Verein wurde 1933 unter dem Namen Reichsbahn Turn- und Sportverein Schlesien Görlitz als Werksclub der Deutschen Reichsbahn gegründet. 1939 erfolgte die Umbenennung in Reichsbahn SG Görlitz.
Die RSG stieg zur Saison 1939/40 aus der damals drittklassigen 1. Kreisklasse in die zweitklassige Bezirksliga Niederschlesien auf und wurde in die Gruppe West eingegliedert. Die Mannschaft erreichte in ihrer ersten Saison mit 2:10 Punkten den fünften Platz der Tabelle. Nach der Saison 1941/42 zog sich der Verein kriegsbedingt vom Spielbetrieb zurück. Spätestens 1945 erlosch der Verein komplett.

## Erfolge
- Eine Teilnahme an der Aufstiegsrunde zur Gauliga Niederschlesien: 1942